# Närko
Närko Oy Ab är ett finländskt företag som tillverkar karosser och lastbilssläp, belägen i Finby i Närpes kommun, Finland.
Närko Oy Ab grundades 1959 av Egil Gullström och utvecklade sig under 1960-talet till ett av de största i branschen i norra Europa. De har i dag ett brett produktsortiment från boggis och skåpvagnar till byteskassetter, containrar, kylsläp samt grus- och timmervagnar. De har verksamhet genom dotterbolag i så gott som hela Nordeuropa. I Närko Group ingår också företagen Trailer Rigg Ab och Botnia grönsaker Ab.
Fabriken grundades 1959 av en grupp jordbrukare, snickare m.m. Det första bolaget var ett andelslag. Den första verkställande direktören var Ernst Gull. En annan delägare var tomat-och gurkhandlare Egil Gullström från Finby. En hall för verksamheten byggdes upp i Finby på den sk. Ryssbacken. Produktionen utgjordes av karosserier, släpfordon och påbyggnader av olika slag. På den tiden var det svårt att få lån och ekonomin haltade betänkligt i inledningsskedet på grund av kapitalbrist. Ägarna var tvungna att skriva på en ständig ström av växlar. Man tröttnade på problematiken, varvid de övertalade Egil Gullström att ta över tillverkningen. Egil Gullström hade kapacitet för att ta över, vilket han också gjorde. Han kom att bli den stora företagsledaren för Närko. Under hans ledning byggdes Närko upp till den andra stora karosserifabriken i Närpes.
Huvudprodukterna var lastbilar med olika typer av skåp. Närko var den första tillverkaren som konstruerade ett skåp med öppningsbar sida. Produktionen växte kraftigt. Export av produkter till andra länder tog också fart. En produktionshall startades i Kauhajoki. Antalet anställda på 1990-talet uppgick till ca. 350 personer.
Mellan åren 1995-1999 var produktionen på topp. I Närko satsade man nu på kapellsemitrailers. Det var ett släp med endast en presenning (=kapell) som skydd för lasten. Produktionen var som bäst uppe i 700 enheter per år. År 2000 drabbades Närko av ett svårt slag. Ryssland devalverade sin valuta, rubeln. Närko var en stor leverantör av släp och semitrailers till de finländska firmorna, som körde varor på export till Ryssland. Handeln med Ryssland tog ett tvärstopp. Många transportörer som körde på Ryssland gick i konkurs och det syntes i Närkos orderstock. Närko klarade sig ändå ganska hyggligt ur denna kris.
Närko gick luttrade ur krisen och fortsatte med sin gamla grundproduktion med semitrailers, släpvagnar och påbyggnationer. I slutet av 2000-talet var man uppe i samma produktionssiffror som på 90-talet och 2018 fanns det cirka 250 personer på lönelistan. Närko Group består i dag av tre bolag: Oy Närko Ab, Oy Trailer Rigg Ab och Oy Botnia Grönsaker Ab. Närko Groups finska produktionsenheter finns i Närpes, Östermark, Kaskö och Lappfjärd. 
Oy Närko Ab består av fyra bolag:
NÄRKO FINLAND AB
SVENSKA NÄRKO AB
ATRANS AB och NÄRKO NORGE AS